# Diplovertebron
 (octobre 2018).
Si vous disposez d'ouvrages ou d'articles de référence ou si vous connaissez des sites web de qualité traitant du thème abordé ici, merci de compléter l'article en donnant les références utiles à sa vérifiabilité et en les liant à la section « Notes et références ».
 (juin 2018).
Améliorez-le ou discutez des points à vérifier. 
Diplovertebron punctatum
Genre
Espèce
Diplovertebron est un genre éteint de tétrapodes anthracosaures de la famille des Eogyrinidae qui a vécu au Carbonifère supérieur (Moscovien) (il y a environ 310 millions d'années). Ses fossiles ne sont connus que dans la Région de Plzeň en République tchèque.
Une seule espèce est rattachée au genre : Diplovertebron punctatum.

## Description
Diplovertebron était un animal de taille moyenne, 60 centimètres de longueur.
Son crâne a produit un triangle effilé, comme une réplique à petite échelle du crâne d'un crocodile. Les encoches otiques dans la partie postérieure du crâne, qui sont normalement présentes chez les amphibiens primitifs, étaient très petites chez Diplovertebron, mais la structure des vertèbres était très primitive et la notochorde persistait jusqu'à l'âge adulte. Les membres étaient robustes, mais légèrement construits et avaient cinq chiffres. Les os du carpe ou du poignet et du tarsal ou de la cheville étaient cartilagineux et ne s'ossifiaient pas. Les membres étaient principalement utilisés dans l'eau, où la pression hydrostatique réduisait le poids du corps.
Diplovertebron punctatum habitait les marécages du Carbonifère européen, où il capturait des poissons et des amphibiens plus petits. Une autre espèce étroitement apparentée vivait à la même période en Amérique du Nord[Laquelle ?]. Diplovertebron est un lien important dans l'évolution, car sa structure corporelle ressemblait à celle d'un reptile.